# Kevin Tancharoen
Kevin Tancharoen, né le 23 avril 1984 à Los Angeles, est un producteur, scénariste, danseur, et chorégraphe américain.

## Biographie
Il réalise son premier film, Fame sorti en 2009, remake de Fame d'Alan Parker sorti en 1980. Il a aussi pris part à la bande originale du film en tant que producteur exécutif.
Il a notamment travaillé en tant que chorégraphe avec des artistes comme Britney Spears, Christina Aguilera et Jessica Simpson.
En 2010, il sort un court métrage live, Mortal Kombat: Rebirth, qui donne naissance en 2011 à la web-série Mortal Kombat: Legacy, avec une première saison de 9 épisodes.

## Filmographie
Cinéma
- 2009 : Fame
- 2010 : Mortal Kombat: Rebirth (court métrage)
- 2011 : Glee, le concert 3D (Glee: The 3D Concert Movie)

Séries télévisées
- 2011 : Mortal Kombat: Legacy
- 2022 : Le Livre de Boba Fett (The Book of Boba Fett) - saison 1, épisode 4